# Чобан Мустафа-паша
Чобан Мустафа-паша (тур. Çoban Mustafa Paşa; ум. 1529) — османски државник и војсковођа, зет султана Бајазита II и Селима I.

## Биографија
Пореклом Србин из Босне, била постављен најпре за намесника Скопља, где ће изградити своју џамију 1492. године. Током 1508. године, султан Бајазит га је начинио царским зетом оженивши га за своју кћи Хумашах. Из овог брака је имао четири кћери: Хума, Хани, Уми и Шахземан.
За време Селимове владавине показао се као војсковођа, учествовао у бици код Чалдирана августа 1514. године, након чега га је султан поставио за трећег везира, али је убрзо смењен са дужности, јер је причао против Пири-паше. Током 1517. године је стекао наклоност султана, који га је оженио својом кћери Хафсом.
За време владавине Сулејмана Величанственог учествовао је у заузимању Београда и освајању Родоса, где је постао један од команданата османске војске. Након заузимања Родоса у децембру 1522, именован је за намесника Египта, где је успешно угушио устанак мамелучких бегова и вратио се у Истанбул.
У лето 1526. године учествовао је у походу на Угарску, који је завршен Мохачком битком коју су освојили Османлије и део Угарске је припојен Османском царству.
Погинуо је у пролеће 1529. у походу на Беч; сахрањен у маузолеју поред своје кћерке Уми који је саградио 1523. године у Гебзи.